# Rote Brigaden

Emblem der Roten Brigaden

Die Roten Brigaden (italienisch Brigate Rosse, BR) waren eine von 1970 bis 1988 bestehende kommunistische Terrororganisation in Italien. Sie wurden u. a. von Renato Curcio, dessen Ehefrau Margherita Cagol und Alberto Franceschini in Mailand gegründet und betrachteten sich als Stadtguerilla nach Vorbild der uruguayischen Tupamaros. Die Gruppe verübte 73 Mordanschläge und organisierte zahlreiche Entführungen und Banküberfälle. Den Höhepunkt des italienischen Linksterrorismus bildete die Entführung und Ermordung des ehemaligen Ministerpräsidenten Aldo Moro 1978. Insgesamt wurde zwischen 1969 und 1989 gegen 1337 mutmaßliche Aktivisten der Roten Brigaden ermittelt.

## Vorgeschichte
Wie in fast allen Ländern der westlichen Welt kam es in den Jahren um 1968 auch in Italien zu Studentenprotesten (68er-Bewegung). Diese richteten sich gegen schlechte Studienbedingungen sowie autoritäre Strukturen an den Universitäten und in der Gesellschaft. Von entscheidender Bedeutung war zudem der Vietnamkrieg, durch den die USA zu einem Feindbild der Linken wurde.
Es gelang den italienischen Studenten, ihren Protest mit dem der Arbeiter zu verbinden, wie es auch in Frankreich im Mai 1968 gelungen war. Dieser Zusammenschluss gipfelte im sogenannten Heißen Herbst (italienisch autunno caldo) 1969, das zum „subversivsten Jahr in der Geschichte der italienischen Arbeiter“ werden sollte: Getragen durch alle drei Gewerkschaften und unterstützt durch Protesterfahrungen der Studenten, wurden die Arbeitskämpfe mit einer bis dahin ungekannten Intensität geführt. Insgesamt brachten es die Arbeiter auf über 300 Millionen Streikstunden und erkämpften so Lohnerhöhungen in Höhe von 18,3 Prozent (1970) und weitere 9,8 bzw. 9 Prozent in den beiden Folgejahren.
Im Lauf des Jahres 1969 entstanden zahlreiche linksradikale Gruppierungen wie Lotta Continua („Ständiger Kampf“) oder Potere operaio („Arbeitermacht“). In Mailand gründeten einige Aktivisten um Renato Curcio und Mara Cagol am 8. September 1969 das Collettivo Politico Metropolitano (CPM, „Politisches Metropolenkollektiv“), das zur Geburtszelle der BR werden sollte.
Neben diesen (zumeist) legal operierenden Gruppen entstanden auch die ersten Untergrundorganisationen: Bereits im Oktober 1969 entstand in Genua um den 32-jährigen Mario Rossi die geheim operierende Gruppe XXII Ottobre, die aus nur wenigen Mitgliedern bestand und in den frühen siebziger Jahren von der Justiz zerschlagen wurde. Die Aktivisten sahen sich in der Tradition der Resistenza und hatten mit Silvio Malagoli sogar einen früheren Partisanen in ihren Reihen. Nicht minder bedeutend war das Vorbild der Resistenza für die Gruppi di Azione Partigiana (GAP, „Partisanenaktionsgruppen“) des Mailänder Verlegers Giangiacomo Feltrinelli, die seit dem Frühjahr 1970 ebenfalls geheim operierten.
Diese Tendenz zum bewaffneten Kampf verstärkte sich nach dem von Rechtsextremisten verübten Bombenanschlag auf der Piazza Fontana in Mailand, bei dem am 12. Dezember 1969 sechs Menschen getötet und 88 weitere verletzt wurden. Der Anschlag sollte zunächst der Linken in die Schuhe geschoben werden. Zahlreiche Aktivisten aus dem linksradikalen Spektrum wurden verhaftet, darunter vor allem Anarchisten aus Mailand. Während der Verhöre starb der Anarchist Giuseppe Pinelli, der unter ungeklärten Umständen aus einem Fenster stürzte. Dem Anschlag und dem Tod Pinellis folgten in den nächsten Jahren weitere rechtsextreme Terrorakte. In ihrer Wirkung auf die radikale Linke waren die Ereignisse des Dezembers 1969 mit dem Tod Benno Ohnesorgs am 2. Juni 1967 oder dem Attentat auf Rudi Dutschke im April 1968 in der Bundesrepublik Deutschland vergleichbar. Renato Curcio schreibt über den Anschlag vom 12. Dezember: „Diese Ereignisse lösten einen qualitativen Sprung aus. Erst in unserem Denken und dann in unserem Handeln. Wir bewerteten das Bombenattentat als eine Kriegserklärung an die linke Bewegung, wodurch deutlich wurde, daß wir uns auf einem sehr hohen Konfrontationsniveau befanden.“

## Bewaffnete Propaganda (1970–1974)

### Gründung: Der Kongress von Pecorile
Die BR gründeten sich im August/September 1970. Im August kamen in Pecorile, einem Dorf in der Nähe von Reggio Emilia, etwa 100 Aktivisten aus dem linken Spektrum zusammen, um über Fragen und Strategie des bewaffneten Kampfes zu diskutieren. Organisiert wurde dieser Kongress vom CPM und einer Gruppe um Alberto Franceschini, die in Reggio Emilia ein „Politisches Arbeiter- und Studentenkollektiv“ (italienisch Collettivo politico operai-studenti) gegründet hatten. Dieser Kongress kann als Anfang der BR gesehen werden, ohne dass sie dort bereits formell gegründet worden wären. Aber es wurde hier von einer Minderheit der Teilnehmer beschlossen, zum bewaffneten Kampf überzugehen.
Als Ergebnis dieses Kongresses wurde von der CPM-Zeitschrift Sinistra Proletaria ein Dokument herausgegeben, das sehr konkret auf Fragen des bewaffneten Kampfes eingeht. Unter anderem heißt es dort: „Die Jahre der autonomen Kämpfe waren nicht umsonst, aber heute wissen wir, dass man den bewaffneten Herren nicht unbewaffnet begegnen kann. […] Zwar sind wir heute stark, aber wir sind noch unbewaffnet und ohne revolutionäre Organisation. […] Lasst uns Gruppen zum Angriff und zur Verteidigung der Arbeiter aufbauen! […] Eine Organisation der Gewalt ist eine Notwendigkeit des Klassenkampfes.“
Direkt nach dem convegno di Pecorile gingen einige Aktivisten aus Reggio Emilia nach Mailand, unter anderem auch Alberto Franceschini und bereits am 17. September 1970, also nur wenige Wochen nach dem Kongress, wurde der erste Anschlag unter dem Signet Brigate Rosse verübt.

### Name und Symbol
Mit ihrem Namen verweisen die Brigate Rosse direkt auf die Tradition der Partisanenbrigaden der Resistenza. Legendär waren z. B. die Brigate Garibaldi. Über den Zusatz Rosse (deutsch Rote) schreibt Alberto Franceschini: „Brigate Rosse… rosse; das war der richtige Ausdruck, er vermittelte in einfacher und klarer Weise die Idee des revolutionären Kommunismus“. Folgt man Renato Curcio, dann hat man sich in der Namenswahl auch an der RAF orientiert.
In den ersten Monaten waren die Flugschriften, die in Mailand verteilt wurden, noch mit Brigata Rossa, also der Singularform (deutsch „Rote Brigade“) unterzeichnet. Erst das Comunicato n°7 (Nuove forme di lotta) vom März 1971 trug dann die Unterschrift Brigate Rosse.
Auch das Signet, der asymmetrische, fünfzackige Stern, glich dem der Brigate Garibaldi und war darüber hinaus das Zeichen der uruguayischen Tupamaros.

### 1970–1972: Die Anfänge der BR
Die BR bestanden anfangs aus etwa 15 Mitgliedern und waren bis 1972 ausschließlich in Mailand aktiv. Den ersten Anschlag verübten sie am 17. September 1970 auf das Auto des SIT-Siemens-Managers Giuseppe Leoni. Dieser Anschlag läutete die erste Phase in der Geschichte der BR ein, die dem Konzept der „bewaffneten Propaganda“ (italienisch Propaganda armata) folgte. Taktik und der Wirkungskreis dieser ersten Phase waren eng begrenzt auf die Fabriken Mailands.
Ziel dieser ersten Phase war es, durch populäre Aktionen möglichst viele Anhänger und Sympathisanten zu gewinnen, was anfangs auch durchaus gelang. Auf den ersten Anschlag folgten weitere Minianschläge gegen Manager oder Vorarbeiter. Die Angriffe richteten sich dabei zunächst ausschließlich gegen deren Eigentum, in der Regel gegen das Auto, und nicht gegen die Personen selbst. Damit unterschieden sich die Aktionen zunächst kaum von denen der Studenten und Arbeiter in den Jahren zuvor.
Von November 1970 bis März 1971 richteten sich die Aktionen BR fast ausschließlich gegen Pirelli. Erneut wurden Brandanschläge gegen Manager-Fahrzeuge durchgeführt. In der Nacht zum 26. Januar 1971 setzten die BR auf der Pirelli-Teststrecke von Lainate drei LKWs in Brand und verursachten so einen erheblichen Sachschaden.
Zur Geldbeschaffung wurden auch erste Banküberfälle ausgeführt. Spektakulär war der Überfall auf eine Bank in Pergine im Valsugana, bei dem im Frühjahr 1971 neun Millionen Lire erbeutet wurden. Es wurde auch eine eigene Zeitschrift gegründet, die in erneuter Anspielung auf die Resistenza Nuova resistenza genannt wurde. Neben den zahlreichen Dokumenten der BR wurden hier auch u. a. Texte der RAF und der GAP veröffentlicht.
Die Texte, die die BR in diesen Monaten veröffentlichten, waren in einer betont gewalttätigen Sprache gehalten und propagierten das Prinzip einer fortwährenden Eskalation. Im Januar 1971 heißt es etwa: „Die einzige Waffe, die wir in der Hand halten, ist, den Kampf immer wirksamer und gewalttätiger zu erwidern: Das allein ist unsere Macht.“ Den BR stellte sich nun das Problem, dass zwischen ihren großspurigen Texten und ihren relativ harmlosen Aktionen eine große Diskrepanz bestand. Das war auch den Aktivisten klar, die sich deshalb nach einigen weiteren Minianschlägen dazu entschlossen, erstmals Gewalt auch gegen Personen anzuwenden.
Umgesetzt wurde dies mit der Entführung des Siemens-Managers Idalgo Macchiarini (3. März 1972), Renato Curcio zufolge eine „symbolische Strafaktion gegen eine besonders verhaßte Person“. Nachdem Macchiarini symbolisch vor einem so genannten „Volksgericht“ verurteilt worden war, kam er nach etwa zwanzig Minuten wieder frei. Die Entführung Macchiarinis war die bis dahin spektakulärste Aktion der BR. Es gelang hier erstmals, landesweit Aufmerksamkeit zu erzielen.

### 1972–1974: Der Übergang zur Untergrundtätigkeit
Bis 1972 konnten sich die BR-Aktivisten in einem breiten Sympathisantenumfeld in Mailand noch relativ frei bewegen. Dieser Status einer „halben Legalität“ war keineswegs ungewöhnlich, sondern entsprach den Anfängen der Prima Linea, der Bewegung 2. Juni oder den Revolutionären Zellen (RZ). In der ersten Hälfte des Jahres 1972 erhöhte nun die Polizei den Druck: Anfang Mai gab es mehrere Razzien in verschiedenen BR-Wohnungen in Mailand. Es wurden dabei ca. 30 Aktivisten verhaftet, darunter auch der frühere GAP-Aktivist Marco Pisetta, der dann in großem Umfang gegen die BR aussagte.
Bereits am 15. März 1972 war Giangiacomo Feltrinelli im Kontext eines missglückten Anschlag seiner GAP ums Leben gekommen. Feltrinellis Tod brachte einen Bruch für die radikale Linke: Die GAP waren praktisch am Ende und auch die radikalen Gruppen Lotta Continua und Potere operaio, die zuvor von Feltrinelli finanziell unterstützt worden waren, gerieten in eine Krise. Für die BR hatte Feltrinelli fast alle internationalen Kontakte (u. a. zur RAF) hergestellt, die nun abbrachen.
Diese Ereignisse bedingten die erste große Zäsur in der Geschichte der BR, deren Gründer nun endgültig den Weg der vollen Klandestinität wählten. Curcio und Cagol verließen dann Mailand, um in Turin eine neue BR-Kolonne aufzubauen. In Mailand übernahmen damit Alberto Franceschini und Mario Moretti die Führung über die dortige Kolonne.
Nachdem das zweite Halbjahr 1972 von den BR fast ausschließlich zur Neuorganisation genutzt wurde, kam es Anfang 1973 zu einer neuen Offensive: Am 15. Januar überfiel ein BR-Kommando das Mailänder Büro der rechten Unternehmervereinigung Unione cristiana imprenditori e dirigenti d’azienda (abgekürzt UCID), um deren Mitgliederlisten zu stehlen. Im Laufe des ersten Halbjahres 1973 kam es außerdem zu weiteren Kurzzeitentführungen (z. B. die Entführung des Alfa-Romeo-Ingenieurs Michele Mincuzzi am 28. Juni 1973).
Am 10. Dezember 1973 entführten die BR Ettore Amerio, Personalchef von FIAT. Ziel der Entführung war es, den FIAT-Konzern zu zwingen, ausgesprochene Entlassungen zurückzunehmen. Diese Entführung war mit einer Dauer von insgesamt acht Tagen die bis dahin längste Entführung der BR. Damit deutete sich eine neue Qualität und eine radikalere Form des bewaffneten Kampfes an, die sich dann seit 1974 in der terroristischen Praxis niederschlug.
Die italienische Wirtschaft geriet in dieser Phase in eine Krise, die sich durch den Ölschock 1973 noch verschärfte. Die BR interpretierten diese wirtschaftliche Krise als „Krise des Regimes“ und zogen daraus den Schluss, die Konfrontation zu verschärfen. Das neue Ziel, das einige Monate nach der Amerio-Entführung ausgerufen wurde, lautete: „Portare l’attacco al cuore dello stato!“

## Der Angriff auf das Herz des Staates (1974–1977)

### Die Eskalation der Gewalt
Die BR äußerten die Erwartung, dass die „Krise des Regimes“ konterrevolutionäre Tendenzen verstärken würde. Sie erwarteten, dass es erneut Putschversuche geben würde. Außerdem warnten sie vor neo-gaullistischen Entwicklungen in der italienischen Politik. Aus dieser Analyse leiteten die BR die Forderung ab: „Um zu gewinnen, muss die Massenbewegung die spontaneistische Phase überwinden und sich für den Kampf um die Macht organisieren. Die Arbeiterklasse wird die Macht nur durch den bewaffneten Kampf erringen.“
Das Herz des Staates war für die BR in erster Linie die übermächtige Democrazia Cristiana (DC). Christdemokratische Politiker wurden in der zweiten Hälfte der 70er Jahre häufig Opfer von Anschlägen (z. B. Aldo Moro). Erstmals umgesetzt wurde das neue Konzept mit der Entführung des Genueser Staatsanwaltes Mario Sossi (18. April 1974). Dieser war maßgeblich an den Prozessen gegen die Gruppe XXII Ottobre beteiligt gewesen. Mit der Sossi-Entführung wurde erfolglos versucht, die Freilassung von inhaftierten XXII Ottobre-Aktivisten zu erpressen. Ohne Gegenleistung wurde Sossi nach 35 Tagen freigelassen.
Das terroristische Repertoire der BR wurde ab 1974 um den Schusswaffengebrauch erweitert. Am 17. Juni 1974 erschossen BR-Aktivisten zwei MSI-Mitglieder in Padua. Es handelte sich dabei allerdings nicht um einen gezielten Anschlag, sondern um eine eher zufällige Schießerei. 1975 gingen die BR dazu über, Opfern auf offener Straße gezielte Schussverletzungen zuzufügen (zumeist Schüsse auf die Beine, daher der Neologismus gambizzare).
Am 8. Juni 1976 verübten die BR ihren ersten gezielten Mordanschlag. Opfer war der Genueser Staatsanwalt Francesco Coco, der während der Sossi-Entführung den Gefangenenaustausch verhindert hatte. Der Mord war also auch ein Racheakt. Vor allem aber war es eine bewusste Eskalation der Gewalt. Im Bekennerschreiben heißt es: „Mit dieser Aktion beginnt eine neue Phase des Klassenkrieges, die darauf abzielt, den Staatsapparat zu zerlegen, indem die Personen angegriffen werden, die ihn verkörpern und seine konterrevolutionären Initiativen lenken.“
Das Jahr 1977 stellte für den italienischen Linksterrorismus dann ein Jahr des Übergangs dar. Die Aktionen standen noch deutlich in der Tradition der symbolischen Strafaktionen, nahmen aber gewalttätigere Formen an. Neben einigen gambizzare-Anschlägen wurden auch zwei gezielte Mordanschläge verübt: Am 28. April 1977 wurde Fulvio Croce, Präsident der Anwaltskammer Turin, erschossen. Am 16. November 1977 ermordete ein BR-Kommando Carlo Casalegno, Vizedirektor von La Stampa, der in seinen Artikeln die BR und die Autonomia-Bewegung scharf kritisiert hatte. Neben diesem Mord gab es weitere Anschläge gegen Vertreter der Presse. Diese Kampagne begründeten die BR mit deren angeblicher Bedeutung für die „Konterrevolution“: „Casalegno war keinesfalls ein einfacher Journalist, sondern ein Agent der aktiven Konterrevolution, der sich seiner Rolle auf dem Feld der psychologischen Kriegführung bewusst war. Die Zeitungsredaktionen beherbergen viele Agenten wie ihn.“

### Die Reaktion des Staates
Im Kampf gegen den Terrorismus setzte die italienische Politik vor allem auf eine Stärkung der Exekutive. Während der siebziger Jahre wurden daher mehrere Antiterrorgesetze erlassen:
- 22. Mai 1975 (legge Reale): Das erste Antiterrorgesetz sah unter anderem vor, dass Polizisten, die während der Ausübung ihres Dienstes jemanden verletzt oder getötet hatten, vor einer Strafverfolgung geschützt werden konnten, wenn der Generalstaatsanwalt dies anordnete. Es wurde den Exekutivorganen außerdem gestattet, Hausdurchsuchungen ohne richterliche Anordnung durchzuführen.
- Am 8. August 1977 wurde die gesetzliche Grundlage für die Einrichtung von Spezialgefängnissen mit Hochsicherheitstrakten gelegt.
- 6. Februar 1980 (legge Cossiga): Die wichtigste Neuregelung dieses Gesetzes war die Schaffung einer Kronzeugenregelung. Terroristen, die sich vom bewaffneten Kampf lossagten und sich zu einer Zusammenarbeit mit den Strafbehörden entschlossen, konnten nun mit Strafmilderung rechnen. Diese Kronzeugen werden als pentiti (deutsch „die Reumütigen“) bezeichnet.[26]

Bereits ab 1973 wurde unter dem Carabinieri-General Carlo Alberto Dalla Chiesa eine Spezialeinheit zur Terrorbekämpfung aufgebaut. Diese ermöglichte eine effektivere Strafverfolgung, so dass es bereits 1974 zu den ersten spektakulären Verhaftungen kam: Am 27. Mai wurde der BR-Mitbegründer Paolo Maurizio Ferrari in Florenz verhaftet. Am 8. September wurden dann auch Franceschini und Curcio verhaftet. Curcio gelang allerdings am 18. Februar 1975 mit Hilfe eines bewaffneten BR-Kommandos die Flucht aus dem Gefängnis von Casale Monferrato. Am 18. Januar 1976 wurde er dann endgültig verhaftet. Dalla Chiesas Spezialgruppen deckten außerdem zahlreiche konspirative Wohnungen der BR auf.
Insgesamt wurden im Zeitraum von 1973 bis Mai 1978 38 BR-Basen aufgedeckt und 152 brigatisti festgenommen.
Am 17. Mai 1976 begann in Turin der erste große Prozess gegen den historischen Kern der BR, der am 23. Juni 1978 mit der Verurteilung von 29 Angeklagten endete. Curcio wurde zu 15 Jahren Haft verurteilt, Franceschini zu 14 Jahren und 6 Monaten. Während des Prozesses verlasen die Angeklagten mehrere politische Erklärungen im Gerichtssaal, unter anderem nach dem Mord an Coco und während der Moro-Entführung. Außerdem verübten die BR mehrere Anschläge gegen Vertreter der Justiz (z. B. Coco, Croce). Der Prozess musste daher mehrere Male unterbrochen und verschoben werden.
Bei einem Feuergefecht mit Carabinieri wurde Curcios Ehefrau Margherita Cagol am 5. Juni 1975 erschossen. Nach Verabschiedung der legge Reale wurden im Zeitraum von 1976 bis 1982 zwölf weitere Mitglieder der BR von Ordnungskräften erschossen.
1976 war ein Großteil der führenden Köpfe der BR-Gründergeneration in Haft oder tot. Mario Moretti übernahm nun die führende Rolle in der BR-Hierarchie.

### Die Entwicklung der Organisationsstruktur
Charakteristisch für die Organisationsstruktur der BR ist die dezentrale Gliederung in lokale Basiszellen (genannt Kolonnen, italienisch colonne) in einzelnen Städten. Diese colonne wiederum gliederten sich in einzelne Brigaden (italienisch brigate) auf. Eine brigata setzte sich aus etwa fünf Mitgliedern (genannt Zelle, italienisch cellula) zusammen, die, teils legal, teils illegal, in den einzelnen Fabriken oder Arbeitervierteln aktiv waren. Colonne existierten ab 1970 in Mailand, ab 1972 in Turin und ab 1974 dann auch in Genua, Florenz, Venedig und vor allem Rom.
Diese Expansion des Jahres 1974 machte zugleich eine Neuausrichtung und Zentralisierung der strategischen Leitung notwendig. Als oberste Entscheidungsinstanz innerhalb der Gruppe wurde deshalb eine Strategische Direktion (italienisch direzione strategica) gebildet. Der direzione strategica wurde ein Exekutivkomitee untergeordnet (italienisch Comitato esecutivo), das die Aktivitäten der colonne und der neu gebildeten Fronten (italienisch fronti) koordinieren sollte. Diese fronti dienten vornehmlich der politischen Debatte. Sie sollten dem Comitato esecutivo außerdem Vorschläge für neue Kampagnen unterbreiten und vorhandene Strukturen in den Fabriken und Arbeitervierteln ausbauen. Es wurden insgesamt vier fronti gebildet:
- die Logistikfront (italienisch fronte logistico) für den Ausbau der logistischen Struktur (Organisation konspirativer Wohnungen, Geld- und Waffenbeschaffung etc.),
- die Fabrikfront (italienisch fronte delle grandi fabbriche, oft auch als fronte di massa bezeichnet) für den Ausbau der Strukturen innerhalb der Fabriken (Propaganda, Sympathisanten rekrutieren etc.),
- die Front für den Kampf gegen die Konterrevolution (italienisch fronte di lotta alla controrivoluzione), die den „Angriff auf das Herz des Staates“ vorbereiten sollte, und
- die Gefängnisfront (italienisch fronte delle carceri), die nach der Verhaftungswelle Mitte der 1970er Jahre entwickelt wurde, um die Bedürfnisse und Ideen der Inhaftierten zu thematisieren.

Mit den fronti sollte neben der streng hierarchisierten, vertikalen Struktur brigata-colonna-esecutivo eine horizontale Struktur geschaffen werden. In der Praxis jedoch konnte keine dieser fronti tatsächlich etabliert werden. Stattdessen setzte sich in der zweiten Hälfte der 1970er Jahre die Tendenz der Zentralisierung und Hierarchisierung weiter fort.

## Die Jahre des Terrors (1978–1980)

### Die Radikalisierung der Linken
Italien erlebte in der zweiten Hälfte der siebziger Jahre eine Welle der Gewalt. Für den Gesamtzeitraum von 1970 bis 1983 summieren sich die linksterroristischen Aktionen auf 1.159 (allein 645 durch die BR). 850 davon entfallen auf die Jahre 1976–1980. In diesem Zeitraum forderte der Linksterrorismus 97 Todesopfer, davon 81 allein in den Jahren 1978–1980. Ab 1977 bestand das terroristische Repertoire der BR dann fast ausschließlich aus Gewalt gegen Menschen.
Ab Mitte der siebziger Jahre entstanden auch neue bewaffnete Gruppen, zum Teil als Abspaltungen von den Brigate Rosse, wie z. B. die Formazioni comuniste combattenti (deutsch Kämpfende kommunistische Formationen, abgekürzt FCC) um die ehemaligen BR-Aktivisten Fabrizio Pelli und Corrado Alunni. Unabhängig von den BR wurde 1976 die Gruppe Prima Linea (deutsch Vorderste Front, abgekürzt PL) gegründet, die sich neben den BR zur aktivsten linksterroristischen Vereinigung Italiens entwickelte. Auf ihr Konto gingen 258 Aktionen in den sechs Jahren ihres Bestehens (darunter 11 gezielte Mordanschläge). Ihr Ziel war es, den Graben zwischen bewaffneter Organisation und Arbeiterbewegung zu schließen. Die BR, so die Kritik, hätten nicht nur die operaistische Linie verlassen, sondern seien auch zu isoliert und hätten den Kontakt zu den Arbeitern verloren. Die PL sah sich deshalb als offeneres und weniger militantes Gegenmodell zu den BR.
Neben diesen bewaffneten Gruppen gab es auch eine allgemeine Radikalisierung innerhalb der außerparlamentarischen Linken, die in der so genannten 77er-Bewegung gipfelte. Die Proteste von settantasette waren zum Teil betont gewalttätig. Versuche des PCI und der CGIL, die Proteste zu vereinnahmen, endeten in wüsten, zum Teil sogar bewaffnet geführten Straßenschlachten. An dieser radikalen Antiautorität, weit radikaler noch ausgeprägt als in der Bewegung von 1968, zeigt sich, dass traditionelle linke Institutionen in der außerparlamentarischen Linken keinen Rückhalt mehr fanden.
In ebendiesem Kontext der diffusen und stets gegenwärtigen Gewalt entwickelte sich auch die neue Radikalität der BR.

### Die Entführung und Ermordung Aldo Moros

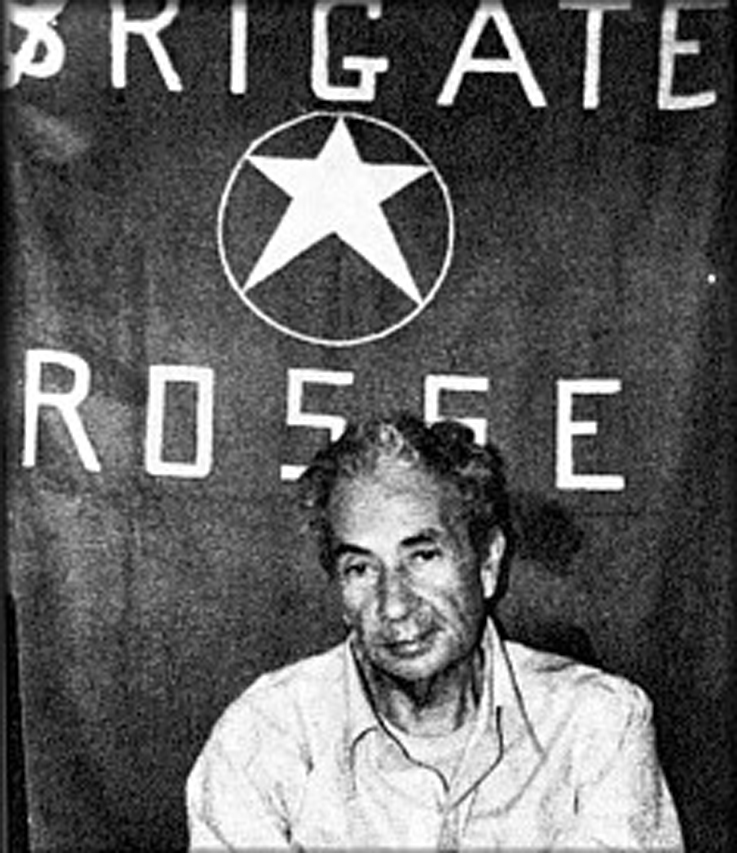
Aldo Moro in der Gefangenschaft

Bereits in den ersten drei Monaten des Jahres 1978 begingen die BR zwei gezielte Mordanschläge und verletzten drei Personen gezielt. Der spektakulärste Anschlag aber war die Entführung des früheren Ministerpräsidenten Aldo Moro (DC) am 16. März 1978 in Rom, bei dem dessen fünf Begleiter erschossen wurden.
Diese Entführung war der Höhepunkt einer ganzen Reihe von politisch motivierten Entführungsaktionen seit 1972, die im Grunde alle nach dem gleichen Schema abliefen: Dem Entführten wurde symbolisch der Prozess gemacht, anschließend wurde er freigelassen. Dieser Tradition folgten die BR auch im Fall Moro – allerdings wurde der Entführte dieses Mal nicht freigelassen, sondern nach 55 Tagen erschossen. Zwischen dem Tag der Entführung und dem Tag des Mordes lag eine Zeit extremer Spannung. Die Situation lässt sich mit der des Deutschen Herbstes vergleichen. Auch die italienische Regierung verlegte sich auf eine Politik der Härte und lehnte jede Verhandlung mit den Entführern ab.
Während der 55 Tage verübten die BR weitere Anschläge und versuchten so, den Eindruck einer Großoffensive zu erzeugen. Zu diesem Zweck forderten die BR auch PL auf, Unterstützungsaktionen durchzuführen. Die BR beabsichtigten, den „Angriff auf das Herz des Staates“ zu intensivieren, um gezielt „die Zentren der imperialistischen Konterrevolution enttarnen und zerstören“ zu können. Unabdingbare Voraussetzung für diese Generaloffensive war es nach Ansicht der BR, „die revolutionäre Bewegung durch den Aufbau der kämpfenden kommunistischen Partei“ zu vereinigen. Die Entführung Aldo Moros diente also dem doppelten Zweck, zum einen den Angriff auf das Herz des Staates zu intensivieren und damit, zweitens, den eigenen Führungsanspruch innerhalb der diffusen linken Szene Italiens geltend zu machen.
Moro verfasste in diesen Wochen über 80 Briefe an seine Familie und auch an einige Parteifreunde, die er wegen ihrer kompromisslosen Linie allerdings scharf kritisierte. Einzig der Sozialist Bettino Craxi setzte sich dafür ein, Verhandlungen mit den Entführern aufzunehmen. Doch blieben alle Vermittlungsversuche ohne Ergebnis; weder Craxi noch Moros Briefe konnten den Krisenstab von seiner harten Haltung abbringen.
Am 9. Mai 1978, 55 Tage nach seiner Entführung, wurde Aldo Moro schließlich von den BR erschossen. Die Leiche wurde im Kofferraum eines roten Renault 4 aufgefunden, der in der Via Caetani in Rom abgestellt worden war, auf halbem Weg zwischen den Parteizentralen des PCI und der DC.
Die Hintergründe und Motive der Tat sind bis heute umstritten; insbesondere gibt es Spekulationen über die Involvierung von Geheimdiensten und ausländischen Regierungen (siehe ausführlich den Personenartikel zur zeithistorischen Aufarbeitung).

### Nach der Entführung Aldo Moros
Obwohl es nicht gelang, durch die Entführung politische Nahziele zu erreichen, verbuchten die BR diese Frühjahrskampagne als Erfolg. Vor allem das Ziel, „eine neue Phase des Klassenkrieges zu eröffnen“, sei erreicht worden. Diese neue Phase sollte geprägt sein von der „maximalen politischen Einheit der proletarischen Bewegung“. Durch diese Einheit, die sie erreicht zu haben glaubten, sollte der Übergang in eine offenere Konfliktaustragung erreicht werden. In der terroristischen Praxis schlug sich dies darin nieder, dass nun immer öfter und vor allem wahlloser von der Schusswaffe Gebrauch gemacht wurde. Die Jahre 1978–1980 waren die opferreichsten in der Geschichte des italienischen Linksterrorismus.
Diese neue Radikalität beschleunigte den Prozess der Entsolidarisierung innerhalb der Linken und auch die erstrebte proletarische Einheit blieb unerreicht. Stattdessen führten die Antiterrorgesetze, und hier vor allem die legge Cossiga (s. o.), zu schnellen Erfolgen. Allein 1980 wurden 1021 mutmaßliche Terroristen verhaftet und bis 1983 weitere 1703. Diese Verhaftungswelle bedeutete das Aus für die meisten bewaffneten Gruppen.

## Krise und Niedergang der Roten Brigaden (1980–1988)
Viele der Verhafteten entschieden sich, die neu geschaffene Kronzeugenregelung in Anspruch zu nehmen und mit der Polizei zusammenzuarbeiten. Dies trug maßgeblich zum schnellen Niedergang der BR bei. Der bedeutendste Kronzeuge war Patrizio Peci. Die neapolitanische BR-Kolonne entführte dessen Bruder Roberto (10. Juni 1981), den sie dann am 3. August vor laufender Kamera erschossen. Roberto Peci war seit 1976 selbst BR-Mitglied und arbeitete ebenfalls mit der Polizei zusammen.
Außerdem kündigten die BR neue Anschläge gegen Vertreter der Justiz an. Höhepunkt war am 12. Dezember 1980 die Entführung des römischen Richters Giovanni D’Urso, der für die Hochsicherheitsgefängnisse zuständig war. Unterstützend wurde im Spezialgefängnis von Trani zudem ein Gefangenenaufstand organisiert, der jedoch niedergeschlagen wurde. Als Vergeltung erschossen die BR am 31. Dezember 1980 den Carabinieri-General Enrico Dalvaligi. D’Urso hingegen wurde am 15. Januar 1981 freigelassen.
Am 4. April 1981 wurde der langjährige BR-Chef Mario Moretti verhaftet. Moretti hatte kraft seiner persönlichen Autorität die BR zusammengehalten, was nun immer weniger gelang. Angesichts des Fahndungsdrucks und der ausbleibenden Erfolge vertieften sich die Gräben zwischen den Faktionen innerhalb der BR. Bereits 1980 sagte sich die Kolonne Walter Alasia in Mailand vom Kurs der BR los, um zu den operaistischen Wurzeln zurückzukehren. Im Oktober 1981 folgte die venezianische Kolonne diesem Vorbild und machte sich unter dem Namen Colonna 2 Agosto ebenfalls selbstständig. Im Dezember 1981 spalteten sich die BR dann auch auf nationaler Ebene. Ein Teil organisierte sich im Partito della Guerriglia. Die Guerillapartei glaubte an einen unmittelbar bevorstehenden Bürgerkrieg, daher folgten sie der Strategie einer offenen Konfrontation, in der sie bis 1983 elf Menschen umbrachte. Alle drei Gruppen organisierten einige Entführungen und Morde, wurden aber in der Verhaftungswelle 1982/83 von der Polizei zerschlagen.
Als langlebiger erwiesen sich die BR-Partito Comunista Combattente (Kämpfende Kommunistische Partei), die bis 1987 aktiv waren. Die BR-PCC wollten gemeinsam mit der RAF und der französischen Action Directe eine antiimperialistische Front in Westeuropa aufbauen. In diesem Rahmen führten sie am 17. Dezember 1981 mit der Entführung des hochrangigen NATO-Generals James Lee Dozier den letzten spektakulären Coup der BR durch. Dozier wurde am 28. Januar 1982 durch ein Spezialkommando der Polizei befreit. Durch zahlreiche Verhaftungen gerieten auch die BR-PCC nach 1982 in die Defensive. Zwar folgten bis 1987 weitere Anschläge, doch nahm die Anschlagsdichte deutlich ab. In der Regel wurde bis 1987 nur noch ein größerer Anschlag pro Jahr verübt. Auch kam es 1985/86 zu einer weiteren Spaltung, die zur Gründung der Unione dei Comunisti Combattenti (Union der kämpfenden Kommunisten) führte. Fast alle Aktivisten der UdCC wurden 1987 verhaftet, noch bevor es zu größeren Aktionen kam. Nicht zuletzt wegen dieser Erfahrungen erklärte die Mehrheit der BR-PCC 1987 den bewaffneten Kampf für beendet. Einige Militante setzten den bewaffneten Kampf fort und töteten am 16. April 1988 den christdemokratischen Senator Roberto Ruffilli. Es war der letzte Mord der BR.

## In Nachfolgeschaft gesehene Gruppen
Die 1999 aufgetauchte Gruppe Partito Comunista Politico-Militare (Kommunistische Partei – politisch-militärischer Arm, PC p-m) wurde in der deutschsprachigen Presse in ideologischer Nachfolgerschaft der Roten Brigaden gesehen. Die Gruppe wird für die Ermordung von Massimo D’Antona (1999), Marco Biagi (2002) und Emanuele Petri (2003) verantwortlich gemacht und soll darüber hinaus mehrere Anschläge, unter anderem auf den mehrfachen italienischen Ministerpräsidenten Silvio Berlusconi, geplant haben. Anfang 2007 wurden 15 Personen festgenommen.

## Dokumentation
- Sie waren die Terroristen der Roten Brigaden. Produktion: Arte, Regie: Mosco Boucault, Frankreich 2011.